# Luddeweer
Luddeweer is het kleinste dorp van de gemeente Midden-Groningen in de Nederlandse provincie Groningen. Het telt 21 huizen en 65 inwoners (2023) en is eigenlijk meer een buurtschap dan een dorp.
De kern van het dorpje wordt gevormd door enkele verhoogde erven of huiswierden. Het wordt in 1488 vermeld als Ludewere of Luddeweer. Volgens de meest gangbare verklaring is de naam ontstaan uit de persoonsnaam Ludde met de uitgang -weer ('dijk', 'bezit' of 'heerd'). Omstreeks 1445 wordt een zekere Lijudde inde Ham genoemd, die land bezat in Buttinge were aan de Graauwedijk onder Wittewierum.
Luddeweer hoorde vanouds bij het kerspel Woltersum. Het dorp viel lange tijd onder de gemeente Ten Boer, maar werd na het verbreden van het Eemskanaal (waardoor de draaibrug bij Woltersum kwam te vervallen) in 1962 bij Slochteren gevoegd.
De kern van Luddeweer ligt aan de driesprong waar de Slochtermeenteweg samenkomt met de huidige Luddeweersterweg. Het huidige dorp Luddeweer omvat ook een deel van de Blokumerpolder en van de buurtschap De Hammen. De Slochtermeenteweg werd vroeger Luddeweersterweg genoemd; de Luddeweersterweg vormt de voortzetting van de Hamweg te Lageland. Hij zet zich in noordoostelijke richting voort in de Graauwedijk richting Overschild. De onverharde wegen langs de Woltersummer Ae (Woltersummerweg en de West(z)iederweg) zijn komen te vervallen.
Luddeweer ligt aan de Graauwedijk. Deze veen- en rivierdijk werd in de middeleeuwen aangelegd onder leiding van het Woldzijlvest om het centrale deel van Duurswold tegen het water van hoger gelegen streken te beschermen. Ter hoogte van Luddeweer fungeerde deze dijk als rivierdijk langs de Fivel of Slochter Ae. De Graauwedijk liep van Schaaphok, via Luddeweer (waar hij de loop van de oude Slochter Ae volgde) naar Overschild. Het grondgebied van het dorp strekte zich uit tussen de oude Slochter Ae (Graauwedijk) en de Scharmer Ae (Smeerige Ae). Het werd aan de noordkant begrensd door de voormalige Folkerderweg of Hooylaan en de Slochterweg. Het zuidelijke deel van Luddeweer (ten zuiden van het Westermeer) werd ook wel Ayngehorn genoemd.
Ten zuiden van Luddeweer stroomt de Woltersumer Ae, die voor het graven van het Eemskanaal rond 1870 in open verbinding stond met het Lustigemaar bij Woltersum (Katerhalster Maar). Een zijkanaal van de Woltersumer Ae is de Smerige Ae die vroeger langs Luddeweer stroomde. Ten noorden van de Smerige Ae lag tot ver in de 19e eeuw het Westermeer.
De buurtschap heeft tot in de jaren 1960 een tabakszaak gehad.

## Foto's

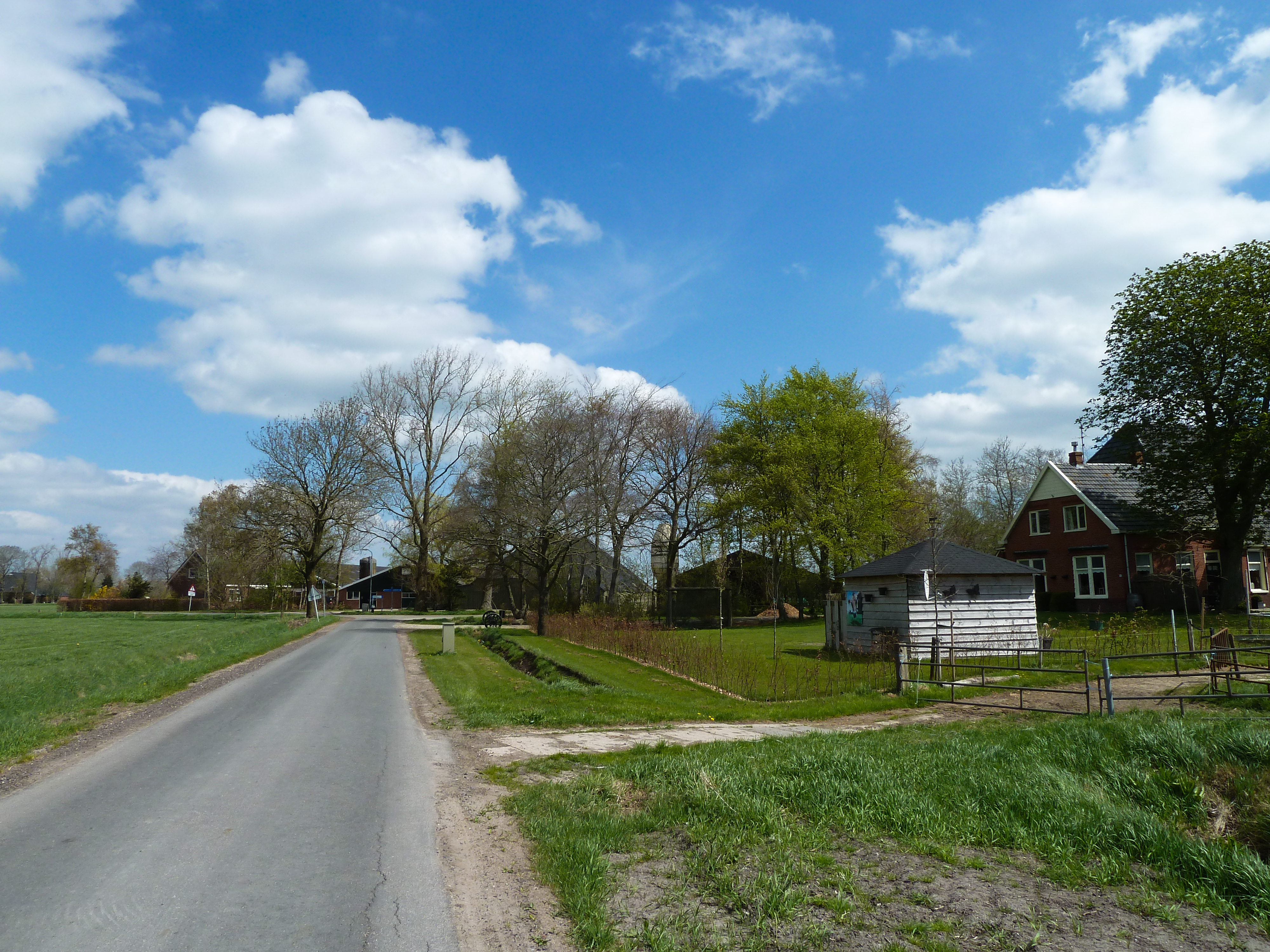
Gezicht op Luddeweer vanaf de richting Lageland/Bokhörn
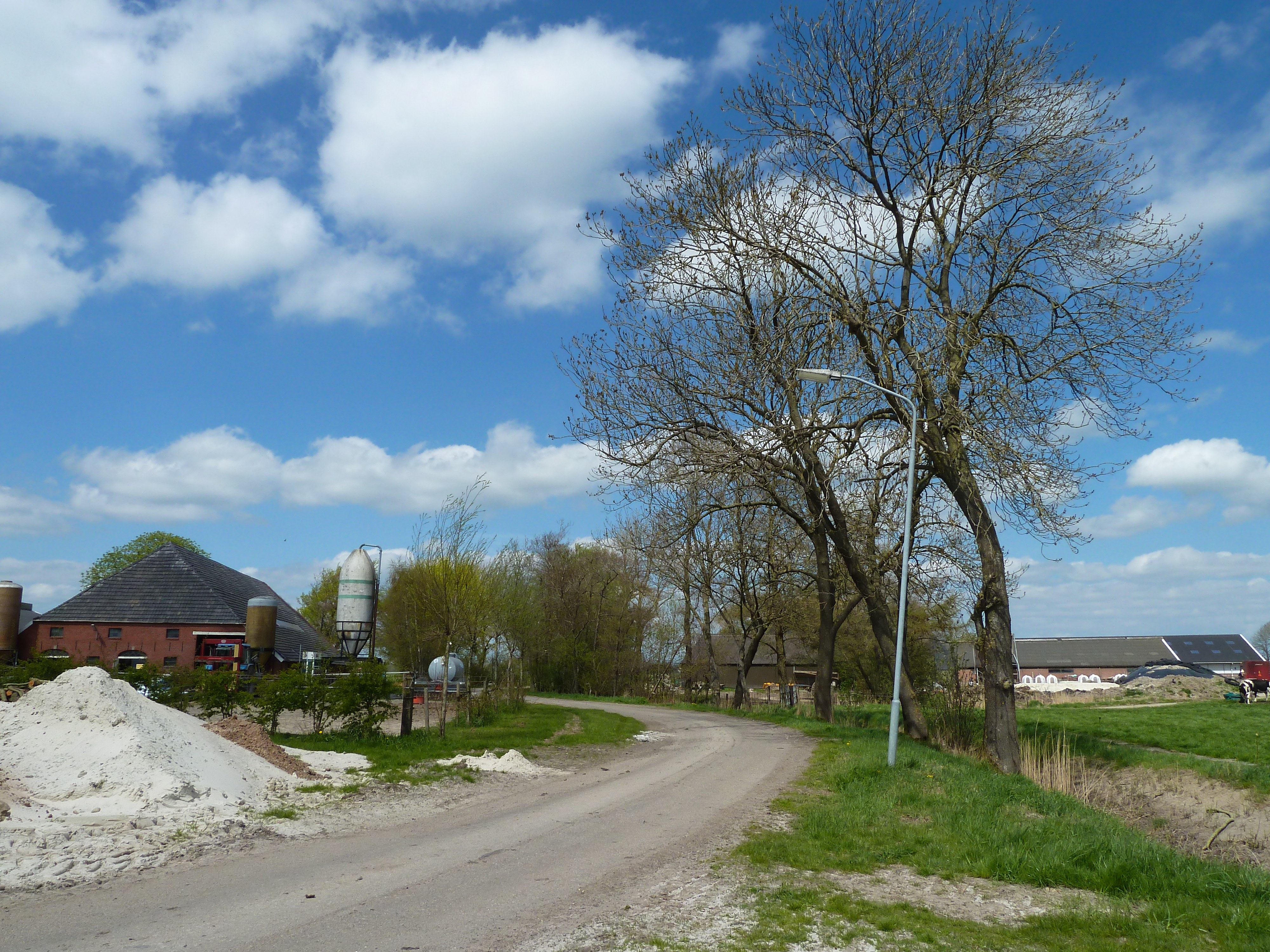
Bebouwing van Luddeweer gezien vanaf de richting van het Afwateringskanaal
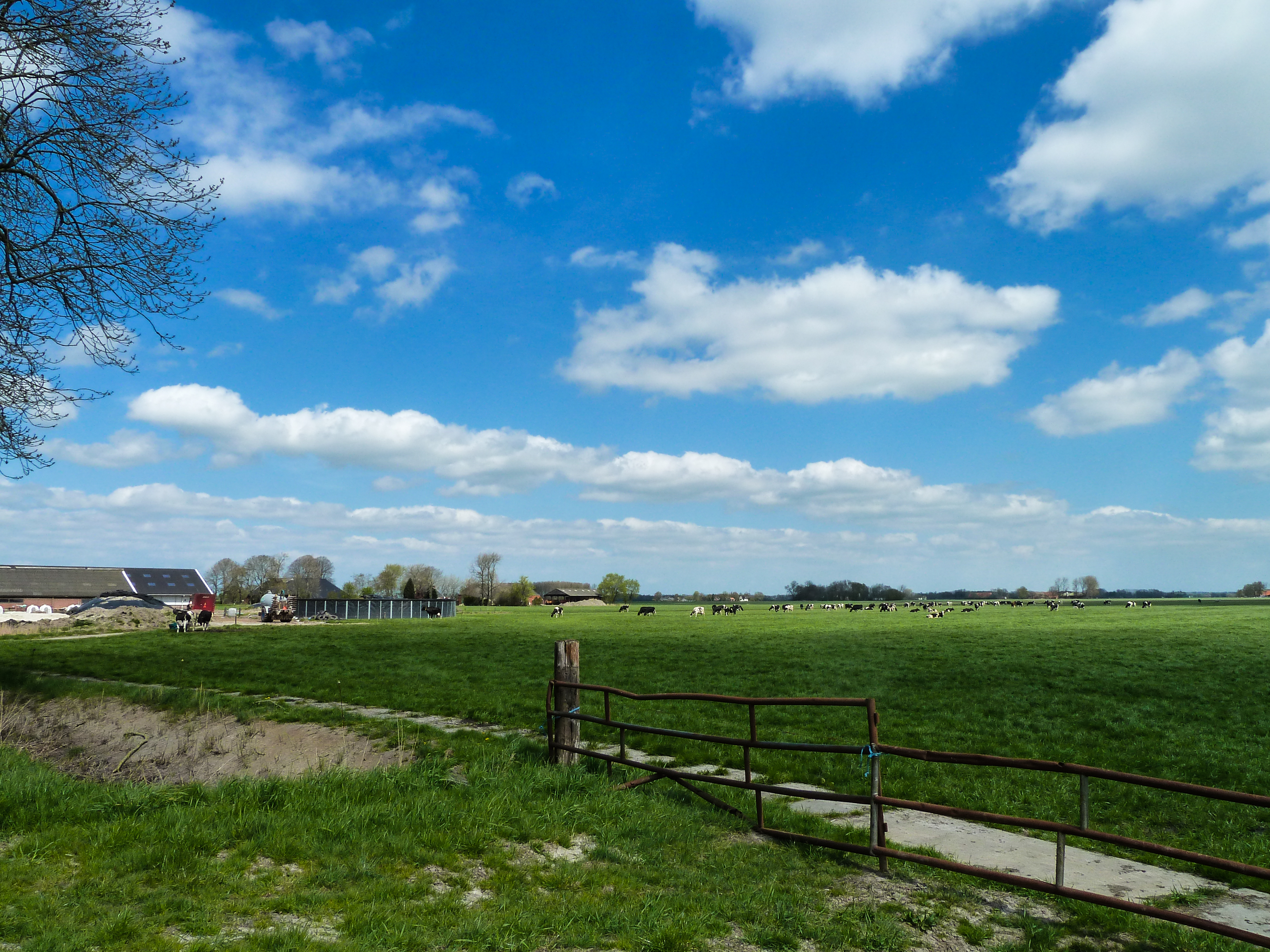
Gezicht op het landschap bij Luddeweer